# 邁克爾·格林 (政治學家)
邁克爾·格林 （英語：Michael Jonathan Green，1961年—），美國日本學學者，是戰略與國際研究中心（CSIS）亞洲事務資深副會長暨日本講座主任、亨利·季辛吉講座主任、當代日本政治與外交政策研究計畫主持人。曾任美國國防部亞太事務顧問（1997年-2000年）、白宮國安會亞洲事務資深主任及高級主任（2001年-2005年）。

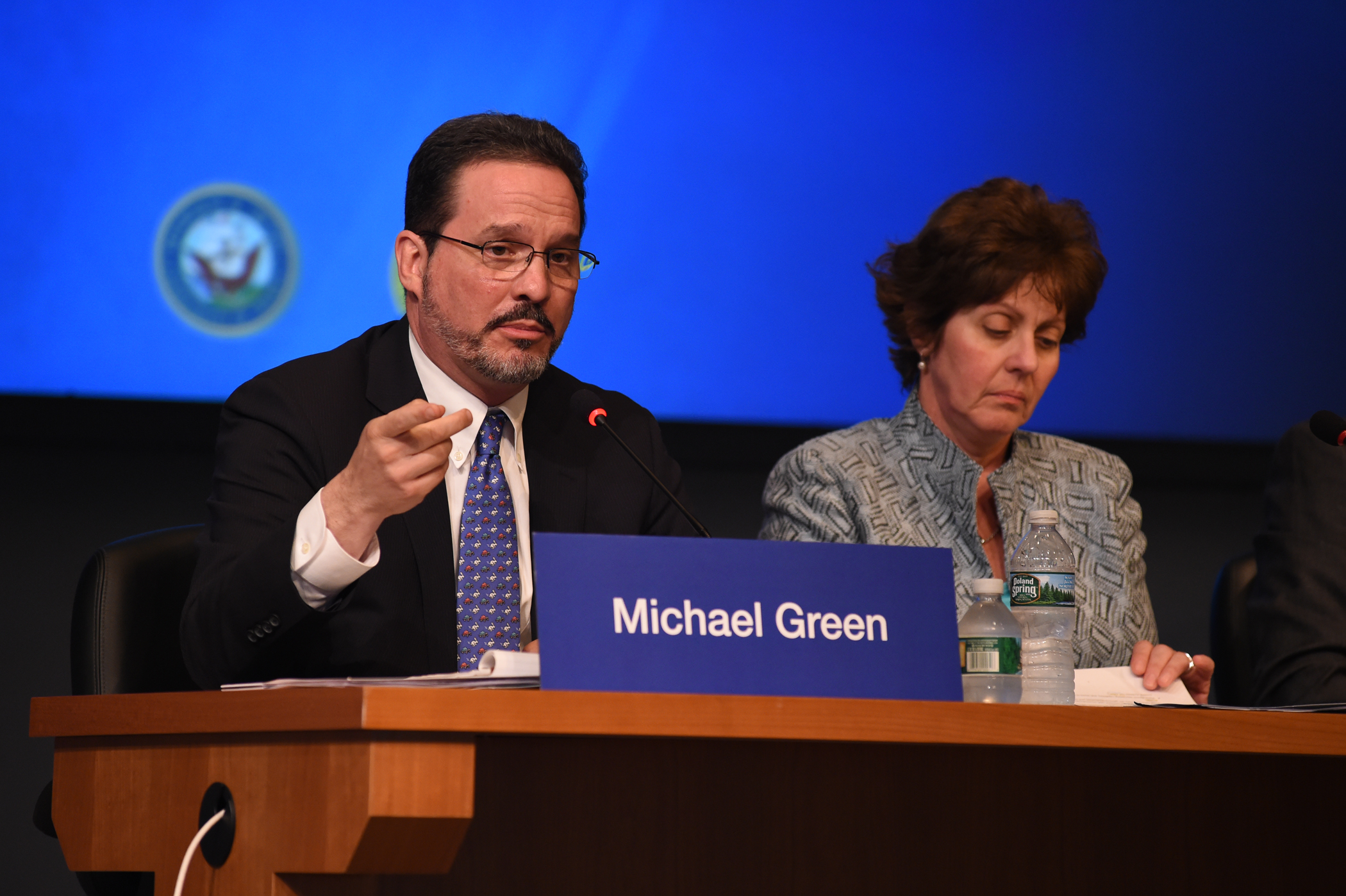
格林（左）在小組討論中發言，攝於海軍戰爭學院

## 學歷
- 凱尼恩學院歷史學學士
- 約翰霍普金斯大學高等國際研究院碩士、博士

## 著作
| 出版日期 | 書名                                                                                     | 作者        | 出版社   | ISBN                 |
| 2022年   | 安倍晉三大戰略【安倍晉三的海洋民主國大聯盟，如何防堵中國崛起、鞏固自由開放的印太秩序！】 | 邁克爾·格林 | 八旗文化 | ISBN 978-6267129548. |

## 外部連結
- C-SPAN內的頁面（英文）